# برج ميرابو
برج ميرابو هو برج يقع في حي فرون دو سين، في الدائرة 15 في باريس، فرنسا.

## التاريخ
يقع هذه البرج في أقصى جنوب حي فرون دو سين، على مقربة من جسر ميرابو. وهو مكون من ثلاث فروع ويشكل جزيرة مثلثة محاطة بشكل مثلث بواسطة كورنيش أندريه سيتروين (الرقم 39) وشارع إميل زولا وشارع جافل.
صُمم برج ميرابو من قبل المهندسين المعماريين لو ماريكييه وهيكلي في عام 1972، ويبلغ إجمالي مساحته حوالي 35،000 متر مربع على 18 طابقًا. وقد تم شراؤه في مارس 2013 من قبل شركة جيسينا للعقارات.
يستضيف البرج مقرات الأركوم ومكتب البحوث الجيولوجية والمينائية (BRGM)، بالإضافة إلى مختلف إدارات الوزارة الفرنسية للعمل (بما في ذلك DAGEMO ابتداءً من عام 1990، و DGT ابتداءً من عام 2002، و DARES ابتداءً من عام 2003، بالإضافة إلى DILTI خلال فترة العقد 2000).